# باي راه (تشيلو)
باي راه (بالفارسية: پایراه) هي منطقة سكنية تقع في إيران في قسم تشيلو الريفي. يقدر عدد سكانها بـ 24 نسمة .